# 鳴潮
《鳴潮》是由中國遊戲開發商庫洛遊戲开发的開放世界類3D動作遊戲。游戏自2021年開案並投入開發，2024年5月23日在Android、iOS和Microsoft Windows平台上公測。

## 剧情
經過漫長歲月沉睡後甦醒的「漂泊者」，在經歷一場退潮的世界中展開全新廣闊天地的冒險，並與剩餘的人類共同對抗從末日災難中誕生的怪物「殘象」。

## 玩法
《鳴潮》是一款末世題材的開放世界遊戲，具有高自由度且豐富的內容。遊戲玩法包括攀爬、滑翔、採集等開放世界要素，還新增了“跑牆”的元素。本作動作方面采用玩家能夠“闪避”和“弹刀”兩種招架方式。
另外，遊戲還有抓寵玩法，是名為「聲骸吸收」的「殘象技能」，不同的「殘象」拥有各自不同的技能。
除了上述玩法之外，還有戰鬥核心方面的共鳴者技能板塊。共鳴者技能板塊又分為普通攻擊的「常態攻擊」、名為「共鳴技能」的主動技能、各共鳴者獨特專有的特殊能量「共鳴迴路」、必殺技「共鳴解放」、觸發共鳴者退場並且進入合軸的「變奏技能」和共鳴者退場後下一個角色附加增益狀態的「延奏技能」。

## 開發
2021年7月，庫洛遊戲註冊《鳴潮》的商標，相隔4個月後登記遊戲美術素材的著作權，2022年3月再次登記遊戲軟件著作權。同年4月29日，庫洛遊戲於TapTap平台註冊賬號並取名為“鳴潮遊戲官方”。近一個月後，因玩家的預約人數超過百萬，庫洛遊戲決定開始展開對玩家的問卷調查，其中包括但不限於單機與聯機人數的總體比率、對同為開放世界類遊戲如《原神》和《幻塔》，以及動作手遊《崩壞3》、《深空之眼》和《戰雙帕彌什》等遊戲的見解。
2022年7月，庫洛遊戲總裁兼製作人李松倫在TapTap開發者沙龍上表示“在立项初期，项目组已做好准备，但在经历14个月的开发，库洛团队对遇到的困难预估过于乐观“。對於《鳴潮》立項的想法，李松倫表示最初是在《戰雙帕彌什》完成後基於內部討論的新項目，而這個新項目的基礎條件是“更自由更沉浸的動作遊戲”，因此開放世界與團隊設想的條件契合。李松倫指出在基於開放世界的情況下“需要有非常爽快的動作，動作還要非常帥，打擊感非常強”、“強烈的探索感、代入感”、“美術層面上要有非常精細的渲染效果”、“上手需要非常簡單”以及“新的IP”。首測的遊戲場景風格偏向色調偏寫實的旧式電影風格，但九個月後的二測增加了飽和度。在經過两次测试后，三測的美術提升至更細緻的場景。
2024年1月19日，官方聽取封測玩家的回饋並重寫遊戲九成內容，其中包括重製主線劇情、改動整個世界觀和角色設定。

### 版本更新
1.1版本更新調諧器合成功能、取消無音區結算動畫和地圖分層化等。1.2版本更新PC平台開放120幀、展示最多三位共鳴者的影像簿、優化鎖定功能、日常活躍度簡化、新增輔助機·射擊以及多餘的結晶波片會轉換成結晶單質儲存。1.3版本新增支援行動端連結手柄、傳送點優化、切換不同區域的地圖面板功能、跳過劇情時提示劇情的總結等。1.4版本更新新增武器皮膚系統「武器投影」、類似《碧藍幻想Relink》的同隊所有在場角色的連攜戰鬥玩法、強化聲骸和吸收聲骸時展示聲骸的屬性詞條以及優化傳送功能如增加頭目的傳送點。
於2025年1月2日更新的2.0版本新增角色皮膚系統、翱翔功能、漂泊者性別切換功能、便利合成功能、沉浸模式、主線任務快速體驗及討伐素材提前開放等。2.1版本於同年2月13日更新，其中新增聲骸預設、聲骸推薦、NVIDIA GeForce RTX 40系列顯卡或更高版本能夠使用光線追蹤以及相機優化如新增濾鏡與角色空閒姿勢。2.2版本新增頭銜、劇情對話中的劇情回顧、色彩畫面的設定提升、電腦版啟動器提升以及快捷開啟物資箱功能。2.3版本新增名詞註解、生日祝福功能以及聲骸的數據重構系統等。

## 宣發與發行
2022年5月26日，庫洛遊戲在B站發布第一支預告片並獲得近400萬播放量。2022年的東京電玩展首日中，庫洛遊戲公開鳴潮遊戲8分40秒的實機戰鬥畫面。
2024年的WeGame游戏之夜发布会上，作为5大产品之一宣传。2024年5月19日，本作官方Youtube頻道在前瞻直播中公佈遊戲的公測PV並邀請炎明熹擔任中文版主題曲《Waking of a World》的主唱，之後還邀請日文版和韓文版的歌手演唱，兩者分別為玉置成實和DyoN Joo。同年12月21日的前瞻直播中，邀请Wolpis Carter演唱2.0主题曲《晝夢盛宴》，兩天後官方再次邀請張紫寧擔任宣傳片《晝夢盛宴》的主唱。
2024年5月21日，本作開放預下載並於23日在Android、iOS和Microsoft Windows平台正式公測，PlayStation 5則在2025年1月2日開放下載。除此之外，《鳴潮》也將在2025年3月27日登入Mac App Store平台。2025年在4月29日，遊戲在Steam平台上架。

## 聯動
2025年4月19日，官方於2.3版前瞻直播中宣布將在2026年與《電馭叛客：邊緣行者》聯動。

## 评价及反響

### 評價
| 汇总媒体             | 得分                               |
| -------------------- | ---------------------------------- |
| Metacritic           | PC：69/100 PS5：76/100 iOS：73/100 |
| OpenCritic（推荐率） | 75%                                |

| 媒体   | 得分  |
| ------ | ----- |
| Fami通 | 34/40 |

觸樂及DataEye認為《鳴潮》整體設計上都對標《原神》，玩家會將作品各方面與《原神》作對比，《鳴潮》需要在日後的版本中做出差異化。游戏大观觀察到遊戲公測初期的體驗不佳，導致有數萬玩家在體驗過《鳴潮》後，在《原神》Bilibili官方賬號下留言，就之前對《原神》的批評道歉。游戏大观認為《鳴潮》在商業上很難超越《原神》，大概會和《明日方舟》《勝利女神：妮姬》一個梯隊。
遊戲陀螺對於本作的評價是“該有的都有”、“被戰鬥體驗驅動著玩下去”、“雖然養成是生硬的拖時間設計，但卻發現自身喜歡養成”。遊戲葡萄的劉龍對《鳴潮》的想法是“二次元渲染做得很好”，而九莲宝灯对于本作重视PC平台的评价是“用户习惯的改变，导致《鸣潮》重视PC端的原因。”Anime Corner的布雷特·麥可·奧爾（Brett Michael Orr）首先評價“《異度神劍》和《緋紅結繫》的粉絲會喜歡其中的外星怪物、軍事基地等”，然後指出遊戲玩法與《原神》幾乎相同，两者就像是百事可樂和可口可樂，也提出“第一個放置的聲骸会赋予玩家能力，短暫成為怪物並造成傷害或治療”、“完美閃避為你贏得子彈時間，從而減慢戰鬥速度”等有差異的玩法。布雷特·麥可·奧爾還表示“遊戲雖然使用的是虛幻引擎4，但即使在高階設備上，遊戲看起來也相當粗糙”。
由於“庫洛只打逆風局”，遊戲大觀表示《鳴潮》在開局不利的情況下端出1.1版本的「龍鳳版本」止住玩家的流失，甚至在同年11月14日更新的1.4版本中，《鳴潮》完成了一般二遊做不到的事情。遊戲大觀也表示《鳴潮》在開服初期本來可以獲得更好的成績，因為明顯的優化問題、先發角色為男角、加上文案的問題如「鳴式」等，但好在底子夠硬如動作設計、建模等。竟核的錢泓言表示在《鳴潮》2.0版本中看見3A游戏的影子，主要原因有三，其中無數的奇觀美景、有別於過往遊戲體驗的探索方式、始終保持高水準的戰鬥演出。錢泓言也表示《鳴潮》的「造奇觀」已經刻入其的DNA中，例如登上「埃弗德拉金庫」的路與《艾爾登法環》中天空城挑戰「黑劍瑪利喀斯」前的長階類似。錢泓言補充表示和Ken交流時，發現玩家很喜歡填工單和在問卷裡填寫自己的意見，例如2.0版本的玩家角色偏好「XP大調研」。
本作男主角的聲優增田俊樹表示初次接觸遊戲時，感覺本作類似於《塞尔达传说 旷野之息》入門門欄低的遊戲類型，並且認為接觸的第一個國家「瑝瓏」與《尼爾：自動人形》擁有相似的世界觀。增田俊樹補充表示「帥氣的動作」和遊戲系統等令其更喜歡沉浸遊戲，同時也表示對於庫洛遊戲「客戶至上」的態度感到擔憂。今汐的配音員青山吉能則認為本作應當動畫化。

### 商業表現
《鸣潮》公測首日登上TapTap、好遊快爆的热门榜单的第一位。根據七麦等數據統計，公測首日遊戲在App Store的57個國家及地區的遊戲暢銷榜前20名，其中中國大陸、美國、日本、韓國、台灣、香港都在前十名以內。根據DataEye統計，《鳴潮》公測首三天，僅App Store營收約4600萬人民幣，其中中國大陸約2000萬人民幣。游戏大观預計遊戲在各平台的首週營收約3億人民幣。根據AppMagic統計，遊戲首月在手機平台的營收約4800萬美元，下載量超過700萬次。根據Google官方公佈，2024年「Google年度搜尋熱榜」的遊戲熱搜榜中，本作獲得全球第6，北美區第9、而日本區則是第3。

### 獎項
| 年份   | 獎項                          | 類別                 | 結果 | 參考資料      |
| ------ | ----------------------------- | -------------------- | ---- | ------------- |
| 2024年 | Pocket Gamer 2024手游奖       | 最佳音效/视觉奖      | 獲獎 | [ 52 ]        |
| 2024年 | 第35屆银河奖                  | 最佳科幻游戏奖       | 獲獎 | [ 53 ]        |
| 2024年 | 游戏大奖                      | 最佳手機遊戲         | 提名 | [ 54 ] [ 55 ] |
| 2024年 | 游戏大奖                      | 玩家之聲             | 提名 | [ 54 ] [ 55 ] |
| 2024年 | GamingonPhone大獎             | 年度最佳手遊         | 獲獎 | [ 56 ]        |
| 2024年 | GamingonPhone大獎             | 年度視覺奇觀         | 提名 | [ 56 ]        |
| 2024年 | GamingonPhone大獎             | 年度玩家選擇遊戲     | 提名 | [ 56 ]        |
| 2024年 | GamingonPhone大獎             | 年度最佳手遊更新     | 提名 | [ 56 ]        |
| 2024年 | Sensor Tower APAC Awards 2024 | 最佳開放世界冒險遊戲 | 獲獎 | [ 57 ]        |
| 2025年 | 第28届D.I.C.E.大奖            | 年度手機遊戲         | 提名 | [ 58 ]        |

## 外部連結
- 官方网站：中國大陸、台灣